# Jatrofa przeczyszczająca
Jatrofa przeczyszczająca, jatropa przeczyszczająca, obrzydlec przeczyszczający (Jatropha curcas) – gatunek rośliny z rodziny wilczomleczowatych. Występuje jako roślina rodzima na obszarze Ameryki Południowej i Środkowej (Argentyna, Boliwia, Brazylia, Peru, Belize, Kostaryka, Salwador, Gwatemala, Honduras, Nikaragua. Meksyk). Jest rośliną przemysłową uprawianą również w Azji i Afryce, na obszarach subtropikalnych.

## Morfologia

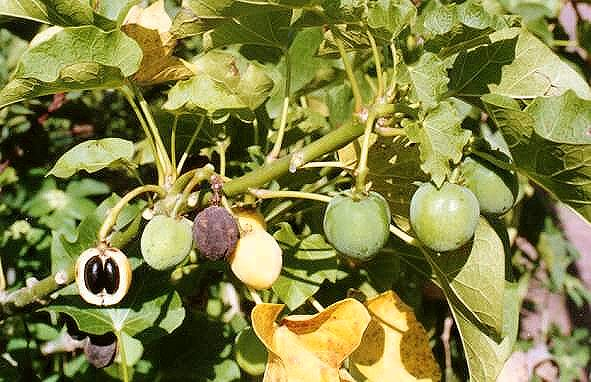
Torebka nasienna

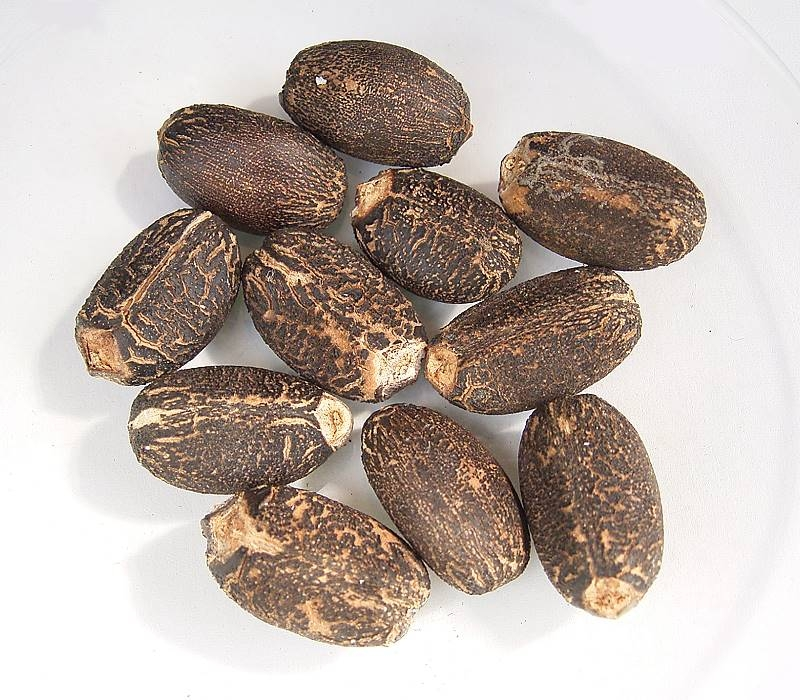
Nasiona

Krzew lub małe drzewko do 4 m wysokości. Liście długoogonkowe i sercowate, czasem klapowane, rosną tylko na końcach gałęzi. Kwiatostan w baldachach wyrastający w kątach liści lub też jako szczytowe. Owocem jest torebka.

## Zastosowanie
Roślina uprawiana dla oleju roślinnego, którego zawartość w jej nasionach osiąga 30-40%. Olej jest nieprzydatny do spożycia i stosowany może być wyłącznie do celów technicznych; wykorzystywany jest m.in. do produkcji biodiesla i mydła. Nasiona mogą być spożywane po upieczeniu, poza tym roślina wykorzystywana jest do celów leczniczych.